# Momodou Ceesay
Momodou Ceesay (ur. 24 grudnia 1988 w Bandżulu) – piłkarz gambijski występujący na pozycji napastnika.
O gambijskim napastniku zrobiło się głośno w 2005 roku, gdy był objawieniem Mistrzostw Świata do lat 17 w Peru, gdzie strzelił dwie bramki, w wygranych meczach z Brazylią i Katarem. Gambia ostatecznie nie wyszła jednak z grupy przez gorszy bilans bramkowy niż Brazylia i Holandia.
Po dobrych występach na peruwiańskich boiskach, Ceesay dołączył do kadry Grasshopper Club, jednak szybko doznał ciężkiej kontuzji i nie został zgłoszony do rozgrywek. Po przebyciu operacji i długotrwałej rekonwalescencji powrócił do treningów i wkrótce podpisał zawodowy kontrakt z belgijskim klubem KVC Westerlo. W 2010 roku przeszedł do mistrza Słowacji, MŠK Žilina. W sezonie 2011/2012 wywalczył z nim dublet - mistrzostwo i Puchar Słowacji. W latach 2013–2015 grał w Kajracie Ałmaty, a w drugiej połowie 2015 był zawodnikiem Maccabi Netanja.